# Hóa hơi
Bốc hơi (hoặc hóa hơi) của một nguyên tố hoặc hợp chất là sự chuyển thể từ thể lỏng sang thể hơi . Có hai loại hóa hơi: bay hơi và sôi. Bay hơi là một hiện tượng bề mặt, trong khi sôi là hiện tượng khối. 

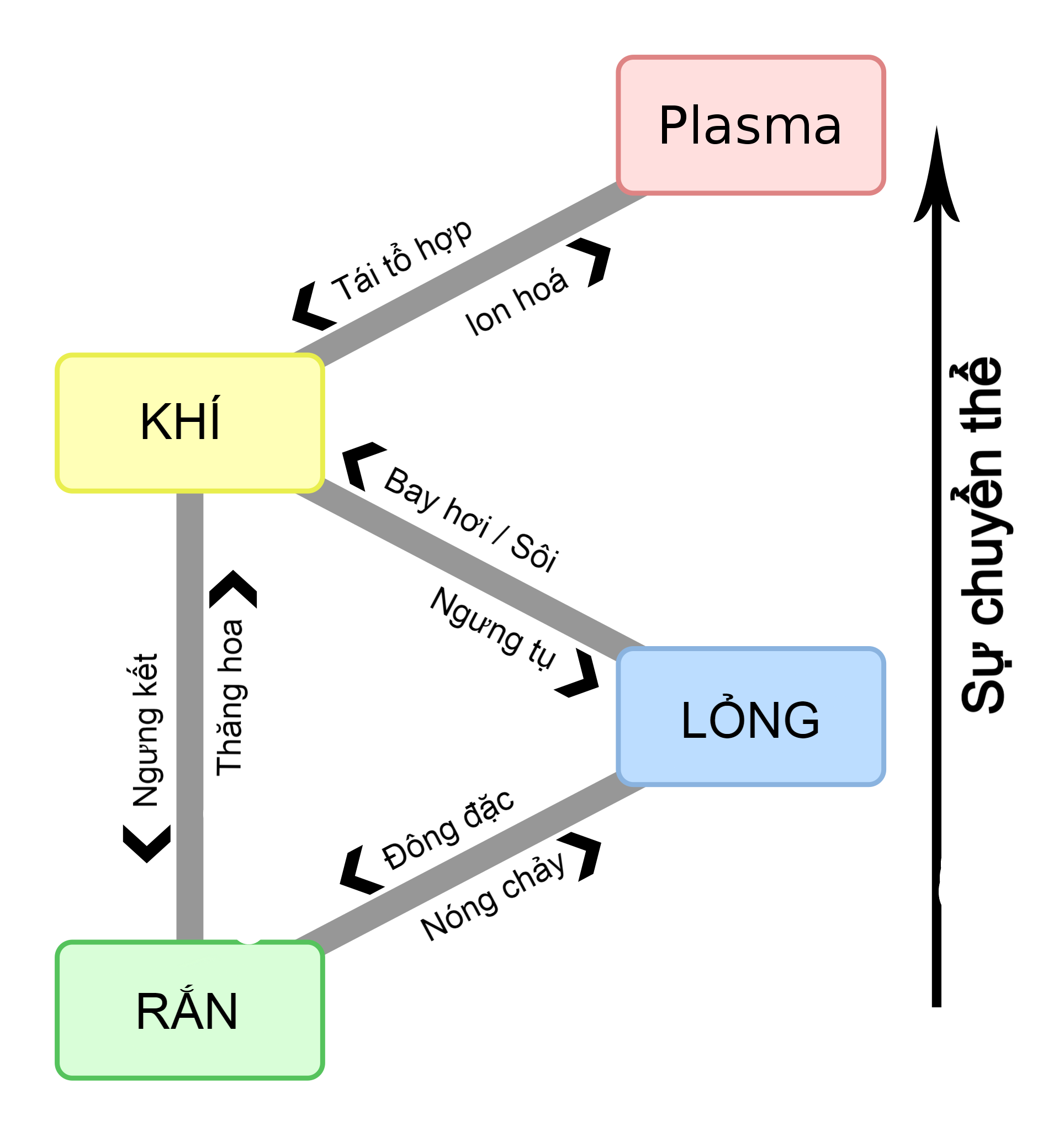
Sơ đồ này cho thấy danh pháp cho các chuyển thể khác nhau.

Sự bay hơi là sự chuyển thể từ thể lỏng sang thể hơi (trạng thái của chất dưới nhiệt độ tới hạn) xảy ra ở nhiệt độ dưới nhiệt độ sôi ở áp suất nhất định. Sự bay hơi xảy ra trên bề mặt. Sự bay hơi chỉ xảy ra khi áp suất riêng phần của hơi của một chất nhỏ hơn áp suất hơi cân bằng. Ví dụ, do áp suất giảm liên tục hoặc âm, hơi nước được bơm ra khỏi dung dịch sẽ để lại một chất lỏng đông lạnh.
Đun sôi cũng là một giai đoạn chuyển từ thể rắn sang thể khí, nhưng sự sôi là sự hình thành hơi dưới dạng bọt khí bên dưới bề mặt chất lỏng. Đun sôi xảy ra khi áp suất hơi cân bằng của chất lớn hơn hoặc bằng áp suất môi trường. Nhiệt độ tại đó xảy ra sôi là nhiệt độ sôi, hoặc điểm sôi. Điểm sôi thay đổi theo áp lực của môi trường.
Thăng hoa là sự chuyển thể trực tiếp từ thể rắn sang thể khí, bỏ qua thể lỏng trung gian. Bởi vì nó không liên quan đến thể lỏng, nó không phải là một dạng hóa hơi.
Thuật ngữ hóa hơi cũng đã được sử dụng theo cách thông tục hoặc cường điệu để chỉ sự phá hủy vật lý của một vật thể tiếp xúc với nhiệt độ cao hoặc lực nổ, trong đó vật thể thực sự được thổi thành những mảnh nhỏ thay vì theo nghĩa đen được chuyển thành dạng khí. Ví dụ về việc sử dụng này bao gồm "hóa hơi" của đảo Elugelab không có người ở Quần đảo Marshall trong cuộc thử nghiệm nhiệt hạch Ivy Mike năm 1952.
Tại thời điểm đủ lớn sao băng hay sao chổi va chạm, sao băng nổ, hiện tượng phân hạch hạt nhân, phản ứng nhiệt hạch, hoặc lý thuyết phản vật chất nổ vũ khí, một thông lượng của rất nhiều tia gamma, X-quang, tia cực tím, hình ảnh ánh sáng và nhiệt photon đình công vật chất trong một lượng thời gian ngắn như vậy (một số lượng lớn các photon năng lượng cao, nhiều chồng chéo trong cùng một không gian vật lý) khiến tất cả các phân tử mất liên kết nguyên tử và "bay ra". Tất cả các nguyên tử mất vỏ electron và trở thành các ion tích điện dương, lần lượt phát ra các photon có năng lượng thấp hơn một chút so với lượng chúng đã hấp thụ. Tất cả các vật chất như vậy trở thành một loại khí của hạt nhân và electron bay lên không khí do nhiệt độ cực cao hoặc liên kết với nhau khi chúng nguội. Vật chất bốc hơi theo cách này ngay lập tức là một plasma ở trạng thái entropy tối đa và trạng thái này giảm dần qua yếu tố thời gian trôi qua do các quá trình tự nhiên trong sinh quyển và tác động của vật lý ở nhiệt độ và áp suất bình thường.
Một quá trình tương tự xảy ra trong quá trình cắt bỏ xung của siêu xung Laser, trong đó dòng bức xạ điện từ tới sẽ phá hủy bề mặt electron của vật liệu mục tiêu, để lại các nguyên tử tích điện dương đối mặt với vụ nổ Coulomb.